# Pieczysko
Pieczysko (niem. Pieczisko, 1935–1945 Waldofen) – osada w Polsce, w sołectwie Szeroki Bór, położona w województwie warmińsko-mazurskim, w powiecie piskim, w gminie Ruciane-Nida na obszarze Puszczy Piskiej.
W latach 1975–1998 miejscowość administracyjnie należała do województwa suwalskiego.